# Vân Hà
Vân Hà là một phường thuộc tỉnh Bắc Ninh, Việt Nam.

## Địa lý
Phường Vân Hà có vị trí địa lý:
- Phía đông giáp các phường Việt Yên và Nếnh
- Phía tây giáp các xã Tam Đa và Yên Trung
- Phía nam giáp phường Kinh Bắc
- Phía bắc giáp phường Tự Lạn và xã Hiệp Hòa.

Phường Vân Hà có diện tích 43,17 km², dân số 58.177 người, mật độ dân số đạt 1.347 người/km².

## Lịch sử
Sau năm 1954, chia xã Sơn Hà thành xã Tiên Sơn và xã Vân Hà.
Ngày 13 tháng 12 năm 2023, Ủy ban Thường vụ Quốc hội ban hành Nghị quyết số 938/NQ-UBTVQH15 về việc thành lập thị xã Việt Yên (nghị quyết có hiệu lực từ ngày 1 tháng 2 năm 2024). Theo đó, xã Vân Hà thuộc thị xã Việt Yên.
Ngày 16 tháng 6 năm 2025, Ủy ban Thường vụ Quốc hội ban hành Nghị quyết số 1658/NQ-UBTVQH15 của UBTVQH về việc sắp xếp các đơn vị hành chính cấp xã của tỉnh Bắc Ninh năm 2025. Theo đó, sắp xếp toàn bộ diện tích tự nhiên, quy mô dân số của phường Ninh Sơn, phường Quảng Minh và các xã Tiên Sơn,Trung Sơn, Vân Hà thành phường mới có tên gọi là phường Vân Hà.

## Văn hóa
Đây là một phường nổi tiếng với làng nghề gốm Thổ Hà và rượu Làng Vân, hơn nữa ở đây còn là nơi chứa đựng di sản dân ca quan họ Bắc Ninh trong không gian quan họ bờ bắc sông Cầu.

### Làng quan họ
Xã có 1 làng quan họ cổ thuộc danh sách 23 làng quan họ Bắc Giang được quy hoạch bảo tồn và đưa vào phát triển du lịch văn hóa là làng quan họ Thổ Hà.

### Đền Vân
Đền Vân là di tích lịch sử văn hóa lâu đời trên địa bàn xã Vân Hà, huyện Việt Yên tỉnh Bắc Giang. Cũng giống như các làng cổ khác thuộc lưu vực sông Cầu, sông Thương, sông Cà Lồ. Làng Vân thờ đức thánh Tam Giang – những vị tướng nổi tiếng trung quân ái quốc dưới thời Triệu Việt Vương.
Theo truyền thuyết thánh Tam Giang: Ngày xưa ở làng Vân Mẫu, thành phố Bắc Ninh có một người con gái tên là Phùng Từ Nhan. Năm 18 tuổi, Từ Nhan chiêm bao thấy thần Long từ trên trời hạ xuống quấn mình trên sông Lục Đầu, sau đó bà mang thai 14 tháng và sinh hạ được cái bọc 5 con: 4 trai 1 gái. Do là con trời ban cho nên bà lấy họ Trương của Ngọc Hoàng đặt cho các con là Trương Hống, Trương Hát, Trương Lừng, Trương Lẫy và Trương Đạm Nương. Thời gian sau đó, Ngọc Hoàng sai Lã Tiên Ông xuống trần dạy văn võ cho 5 người con tại bãi Tràng Học gần nhà Cổ Trạch. Năm anh em đều văn võ song toàn, lớn lên hưởng ứng lời kêu gọi của Triệu Việt Vương, họ xung phòng làm tướng tiến đánh giặc Lương ở đầm Dạ Trạch và giành thắng lợi lớn. Trương Hống được phong tướng trấn giữ làng Tiên Tảo (Sóc Sơn, Hà Nội), Trương Hát được phong tướng trấn giữ làng Tam Lư (Từ Sơn, Bắc Ninh).
Khi Triệu Quang Phục lên ngôi vua, Lý Phật Tử đã đem quân đánh lại nhưng không thắng, bèn dùng kế cầu hôn gả con. Trương Hống và Trương Hát đã can Triệu Việt Vương nhưng Vua không nghe nên bị mắc mưu rồi bị đánh bại. Lý Phật Tử đoạt được ngôi vua, biết các ông là tướng tài giỏi bèn cho người mời ra làm quan. Song các ông nhất lòng trung quân, mắng lại rằng: "Tôi trung chẳng thờ hai vua, huống hồ hắn là kẻ vong ơn bội nghĩa?" Biết không thể khuất phục được, Lý Phật tử lệnh truy bắt các ông khắp nơi. Các ông biết không thoát được liền tự vẫn ở dòng sông Cầu để giữ trọn tấm lòng trung với vua. Ngọc Hoàng Thượng đế cảm thương đã sắc phong Trương Hống, Trương Hát làm thần sông. Nhân dân 372 làng dọc theo sông Cầu và các nơi hai ông từng đóng quân đánh giặc đều thương tiếc, lập đền thờ làm Thần. Các triều đại nhà Ngô, Đinh, Lê, Lý sau đó được âm phù giữ yên bờ cõi nên đều phong anh em họ Trương là Đức thánh Tam Giang - đại vương thượng đẳng thần. Thánh Tam Giang còn gắn liền với huyền thoại ra đời tác phẩm Nam quốc sơn hà, bản tuyên ngôn độc lập đầu tiên của người Việt.

## Địa hình
Vân Hà thuộc vùng trung du tương đối bằng phẳng. Độ cao thấp dần từ Bắc xuống Nam; chênh cao giữa các khu đồng lớn, khoảng 1,5-2,5m đất đai màu mỡ thuận lợi cho phát triển sản xuất nông nghiệp.

## Khí hậu
Khí hậu của xã mang đầy đủ tính chất của khí hậu nhiệt đới gió mùa. Trong năm có 4 mùa rõ rệt: mùa hạ khí hậu nóng ẩm, mưa nhiều, hướng gió chủ yếu là Đông Nam; mùa đông khí hậu lạnh và khô, hướng gió chủ yếu là gió Đông Bắc.

## Tài nguyên nước
Vân Hà là xã có sông Cầu chảy qua, có nhiều ao hồ và hệ thống kênh mương được phân bố khá đồng đều chủ yếu ở khu vực phía bắc của xã phục vụ cho sản xuất nông nghiệp.

### Nước ngầm
Tầng khai thác phổ biến ở độ sâu trung bình từ 12–20 m có thể khai thác phục vụ sinh hoạt. Tuy nhiên hiện nay trên địa bàn xã chưa có đánh giá chi tiết về trữ lượng cũng như chất lượng của nước ngầm.

## Tài nguyên đất
Tổng diện tích đất tự nhiên toàn xã là 285.02 ha, trong đó: đất nông nghiệp là 134 ha, đất phi nông nghiệp là 151.02 ha.